# Anthurium monzonense
Anthurium monzonense är en kallaväxtart som beskrevs av Adolf Engler. Anthurium monzonense ingår i släktet Anthurium och familjen kallaväxter. Inga underarter finns listade.